# Dypsis lanceolata
Espèce
Synonymes
- Chrysalidocarpus lanceolatus Becc.[1] [2]

Statut de conservation UICN

 VU D2 : Vulnérable
Dypsis lanceolata est une espèce de plantes de la famille des Arecaceae.

## Publication originale
- Palms of Madagascar 223. 1995.